# مادلین استو
مادلین استو (به انگلیسی: Madeline M. Stowe) متولد ۱۸ اوت ۱۹۵۸ بازیگر آمریکایی است.

## فیلم‌شناسی
از فیلم‌ها یا برنامه‌های تلویزیونی که وی در آن نقش داشته‌است می‌توان به فیلم‌های آخرین موهیکان، دختر ژنرال، ما سرباز بودیم، انتقام، انتقام آنجلو، ۱۲ میمون، دختران بد و سریال انتقام در نقش "ویکتوریا گریسون " اشاره کرد.

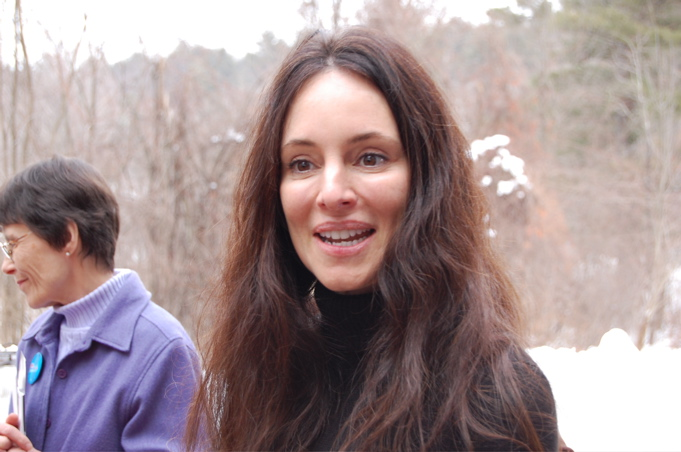